# Gentianella sugawarae
Gentianella sugawarae är en gentianaväxtart som först beskrevs av Hiroshi Hara, och fick sitt nu gällande namn av S.K. Cherepanov. Gentianella sugawarae ingår i släktet gentianellor, och familjen gentianaväxter. Inga underarter finns listade i Catalogue of Life.